# Бојни бродови класе Тегетоф
Класа Тегетоф (по адмиралу Тегетофу), или Viribus Unitis (лат. Viribus Unitis - „Са уједињеним снагама“ - мото цара Франца Јозефа I) била је једина класа бојних бродова дреднот саграђених за аустроугарску морнарицу. Саграђена су четири брода: СМС Вирибус Унитис, СМС Тегетоф, СМС Принц Еуген и СМС Сент Иштван.

## Изградња
Аустријске власти наредиле су градњу нове флоте 1908. након вести да је започета издрадња првог дреднота у Италији, бојног брода Данте Алигијери. Главни дизајнер аустроугарске морнарице Зигфрид Попер био је скоро па слеп у овим тренуцима (пензионисан је пре него што су бродови поринути), и неки су то сматрали разлогом за неке дизајнске пропусте бродова. Класа је позната по томе што је она прва која је користила тројне топове за главно наоружање. Тројне топовске куле изградила је Шкода у Плзењу, чешкој.
Прва три брода изграђена су у Трсту, али као услов за финансијску помоћ, мађарски парламент тражи да се један од бродова изгради у мађарском бродоградилишту у Ријеци, који дотад није изградио ништа веће од разарача што је створило одгађања као је навоз најприје требало да буде продужен, на крају је ипак довршен, али у Пули, 1914. године. Назван је Сент Иштван, по Св. Стефану.

## Подаци
Бродови су били наоружани топовима калибра 305 милиметра истог типа као и на класи Радецки у главној тешкој битници, али су били постављени у четири троцевне куле. Помоћна битница је укључивала 12 ручно покретаних топова калибра 150 mm у бочним казематама. Радило се о новом пројекту Шкоде Л/50, масе топа 6.085 kg, с гранатом од 45,5 kg, а само зрно је имало масу од 30,5 kg. Домет је био изузетан за топове тог калибра, чак 15.000 m. За сваки топ укрцавало се по 180 граната.